# Aliboron laosense
Aliboron laosense är en skalbaggsart som beskrevs av Stefan von Breuning 1968. Aliboron laosense ingår i släktet Aliboron och familjen långhorningar.
Artens utbredningsområde är Laos. Inga underarter finns listade i Catalogue of Life.